# 莫林 (伊利诺伊州)
莫林（Moline）是美国伊利诺伊州罗克艾兰县的一座城市。